# Брусарци (община)
Брусарци (болг. Община Брусарци) — община в Болгарии. Входит в состав Монтанской области. Население составляет 4096 человек (на 2021 г.).

## Состав общины
В состав общины входят следующие населённые пункты:
1. Брусарци
2. Буковец
3. Василовци
4. Дондуково
5. Дыбова-Махала
6. Киселево
7. Княжева-Махала
8. Крива-Бара
9. Одоровци
10. Смирненски